# Bill Melchionni
William P. Melchionni Jr. (Philadelphia, 19 oktober 1944) is een Amerikaans voormalig basketballer en basketbalcoach.

## Carrière
Melchionni speelde collegebasketbal voor de Villanova Wildcats van 1963 tot 1966. Hij werd als 19e gekozen in de NBA draft van 1966 door de Philadelphia 76ers. Hij speelde twee seizoenen voor de 76ers en werd met hen NBA-kampioen in 1967. In mei 1968 werd hij door de Phoenix Suns gekozen in de NBA expansion draft 1968. Voor het seizoen 1968/69 speelde hij bij de Trenton Colonials uit de Eastern Professional Basketball League. Hij werd in 1969 geruild naar de Philadelphia 76ers voor een tweede ronde draftpick.
In 1969 tekende hij bij de New York Nets uit de ABA en speelde er zeven seizoenen. Hij werd met de Nets twee keer ABA-kampioen. In zijn laatste seizoen was hij ook assistent-coach.

## Erelijst
- NBA-kampioen: 1967
- ABA-kampioen: 1974, 1976
- ABA All-Star: 1971, 1972, 1973
- All-ABA First Team: 1972
- Nummer 25 teruggetrokken door de Villanova Wildcats
- Nummer 25 teruggetrokken door de Brooklyn Nets

## Statistieken

### Regulier seizoen
| Seizoen  | Team               | WG                                                   | WS                                                   | MPW                                                  | 2P%                                                  | 3P%                                                  | FW%                                                  | RPW                                                  | APW                                                  | SPW                                                  | BPW                                                  | PPW                                                  |
| -------- | ------------------ | ---------------------------------------------------- | ---------------------------------------------------- | ---------------------------------------------------- | ---------------------------------------------------- | ---------------------------------------------------- | ---------------------------------------------------- | ---------------------------------------------------- | ---------------------------------------------------- | ---------------------------------------------------- | ---------------------------------------------------- | ---------------------------------------------------- |
| 1966/67  | Philadelphia 76ers | 73                                                   | –                                                    | 9,5                                                  | 39,1                                                 | –                                                    | 65,0                                                 | 1,3                                                  | 1,3                                                  | –                                                    | –                                                    | 4,3                                                  |
| 1967/68  | Philadelphia 76ers | 71                                                   | –                                                    | 10,7                                                 | 43,5                                                 | –                                                    | 70,2                                                 | 1,5                                                  | 1,5                                                  | –                                                    | –                                                    | 15,2                                                 |
| 1968/69  | Trenton Colonials  | Speelde in de Eastern Professional Basketball League | Speelde in de Eastern Professional Basketball League | Speelde in de Eastern Professional Basketball League | Speelde in de Eastern Professional Basketball League | Speelde in de Eastern Professional Basketball League | Speelde in de Eastern Professional Basketball League | Speelde in de Eastern Professional Basketball League | Speelde in de Eastern Professional Basketball League | Speelde in de Eastern Professional Basketball League | Speelde in de Eastern Professional Basketball League | Speelde in de Eastern Professional Basketball League |
| 1969/70  | New York Nets      | 80                                                   | –                                                    | 39,5                                                 | 47,3                                                 | 17,9                                                 | 82,0                                                 | 2,9                                                  | 5,7                                                  | –                                                    | –                                                    | 15,2                                                 |
| 1970/71  | New York Nets      | 81                                                   | –                                                    | 40,5                                                 | 45,7                                                 | 9,1                                                  | 81,4                                                 | 2,9                                                  | 8,3                                                  | –                                                    | –                                                    | 17,6                                                 |
| 1971/72  | New York Nets      | 80                                                   | –                                                    | 41,6                                                 | 50,5                                                 | 10,5                                                 | 80,8                                                 | 3,1                                                  | 8,4                                                  | –                                                    | –                                                    | 21,0                                                 |
| 1972/73  | New York Nets      | 61                                                   | –                                                    | 30,3                                                 | 45,2                                                 | 40,0                                                 | 84,0                                                 | 2,1                                                  | 7,4                                                  | –                                                    | –                                                    | 12,3                                                 |
| 1973/74  | New York Nets      | 56                                                   | –                                                    | 20,5                                                 | 43,9                                                 | 21,7                                                 | 83,1                                                 | 1,4                                                  | 3,7                                                  | 0,9                                                  | 0,1                                                  | 5,3                                                  |
| 1974/75  | New York Nets      | 77                                                   | –                                                    | 18,0                                                 | 50,0                                                 | 29,6                                                 | 79,5                                                 | 1,0                                                  | 4,2                                                  | 0,9                                                  | 0,1                                                  | 6,1                                                  |
| 1975/76  | New York Nets      | 67                                                   | –                                                    | 17,8                                                 | 41,8                                                 | 39,1                                                 | 84,9                                                 | 1,3                                                  | 4,0                                                  | 0,8                                                  | 0,1                                                  | 5,8                                                  |
| Carrière | Carrière           | 646                                                  | –                                                    | 26,0                                                 | 46,5                                                 | –                                                    | 80,9                                                 | 2,0                                                  | 5,0                                                  | 0,9                                                  | 0,1                                                  | 10,6                                                 |

### Play-offs
| Seizoen  | Team               | WG | WS | MPW  | 2P%  | 3P%  | FW%   | RPW | APW | SPW | BPW | PPW  |
| -------- | ------------------ | -- | -- | ---- | ---- | ---- | ----- | --- | --- | --- | --- | ---- |
| 1966/67  | Philadelphia 76ers | 1  | –  | 5,0  | 0,0  | –    | 0,0   | 3,0 | 1,0 | –   | –   | 0,0  |
| 1967/68  | Philadelphia 76ers | 9  | –  | 5,6  | 33,3 | –    | 50,0  | 0,4 | 1,1 | –   | –   | 2,0  |
| 1969/70  | New York Nets      | 7  | –  | 45,1 | 46,5 | 33,3 | 81,6  | 3,1 | 4,7 | –   | –   | 18,1 |
| 1970/71  | New York Nets      | 5  | –  | 41,0 | 53,7 | –    | 92,3  | 1,4 | 8,2 | –   | –   | 22,4 |
| 1971/72  | New York Nets      | 11 | –  | 34,2 | 40,7 | 0,0  | 80,4  | 2,4 | 6,3 | –   | –   | 14,5 |
| 1972/73  | New York Nets      | 5  | –  | 34,8 | 57,5 | 33,3 | 81,0  | 2,0 | 6,2 | –   | –   | 13,2 |
| 1973/74  | New York Nets      | 6  | –  | 10,0 | 50,0 | –    | 100,0 | 1,5 | 2,7 | 0,2 | 0,0 | 3,0  |
| 1974/75  | New York Nets      | 5  | –  | 21,6 | 39,4 | 16,7 | 71,4  | 2,4 | 6,4 | 0,2 | 0,2 | 6,8  |
| 1975/76  | New York Nets      | 6  | –  | 6,0  | 40,0 | 0,0  | 100,0 | 0,8 | 0,8 | 0,3 | 0,0 | 1,7  |
| Carrière | Carrière           | 55 | –  | 24,2 | 45,4 | –    | 81,1  | 1,8 | 4,3 | 0,2 | 0,1 | 9,9  |

12 Weiss · 
13 Chamberlain · 
14 Guokas · 
15 Greer · 
20 Gambee · 
21 Costello · 
24 Jones · 
25 Walker · 
28 Melchionni · 
32 Cunningham · 
54 Jackson · 
Coach Hannum
4 Ladner · 
5 Paultz · 
12 Gale · 
14 Taylor · 
15 Schaeffer · 
23 Williamson · 
25 Melchionni · 
32 Erving · 
35 Kenon · 
40 Sojourner · 
44 O'Brien · 
Coach Loughery
11 Bucci · 
12 Terry · 
14 Taylor · 
21 Bassett · 
22 Eakins · 
23 Williamson · 
24 McClain · 
25 Melchionni · 
30 Skinner · 
32 Erving · 
33 Jones · 
35 Hughes · 
Coach Loughery